# القرية (يريم)

تعديل مصدري - تعديل

القرية محلة تابعة لقرية شعر، التابعة لعزلة بني عمر بمديرية يريم إحدى مديريات محافظة إب في الجمهورية اليمنية.، بلغ تعداد سكانها 98 حسب تعداد اليمن لعام 2004.